# 5ツールプレイヤー
5ツールプレイヤー（Five-tool player）は、野球選手を表す言葉の一つ。走攻守の全てに優れたプレイヤーを指し、具体的には「ミート力」「長打力」「走力」「守備力」「送球力」の5つの能力が、一定水準以上に高いプレイヤーを指す。

## 概要
5ツールプレイヤーとは、主にMLBにおいて使われ、hitting for average（バッティング・ミート）・hitting for power（パワー）・baserunning skills and speed（走塁技術とスピード）・fielding ability（守備力）・throwing ability（送球能力）の5項目が高水準の実力を備えている選手を指す。
MLBの各球団に所属するスカウトは、各選手のツール（スキル）を調査・検分し、主観的に査定を下す。スカウティング・スケールは20-80の範囲内で採点され、20が最低水準、50が平均水準、80が殿堂級を意味する。そして、全ての能力評価がプラス（60）以上であれば、その選手は5ツールプレイヤーであると認知される。

## 5ツールに対する反論
快打を連発し、時に特大のアーチを描き、チームの必要に応じて盗塁を決め、同点となる相手走者を補殺で仕留め、スペクタクルな守備でスタンドを沸かせる――米野球界においては、5ツールを兼備する花形プレーヤーこそ理想的選手像である、と長く考えられて来た。
だが、一部選手育成部門担当者やアナリストの中には「現実にはそのような選手は極めてまれであり、仮に大きな可能性を内包するプロスペクト（有望株）が存在したとしても、突出した運動能力を有するアスリートは一般的に未熟で完成度が低く、野球特有の技能を体得するまでに多大な歳月を必要とする傾向が強い」という意見も存在する。
2009年現在の各球団は、2つほどのツールに特化した、完成度の高い選手を探索する流れも出始めている。最近では「そもそも5ツールは一人の野手が持つべき才能なのか、5ツール以上の最重要ファクターが存在するのではないか」と5ツールプレイヤーの存在意義に根本的疑問を投げかける声が、一部統計学専門家らの間で提唱されている。
ロサンゼルス・ドジャースに所属するロン・リッツィ・スカウトは「正直、わたしには5ツールが一人の野手に必須の才能なのか否か、確信が持てないのだ」と懐疑的な見方をしている。

## 第6のツール
MLBアメリカン・リーグに所属するオークランド・アスレチックスは、1990年代から他球団に先駆けてセイバーメトリクスを取り入れ、「野球チームの成功と勝利に最も大きく寄与するツールは、出塁能力と選球眼である」と結論付け、当時市場価値が極めて低かったセレクティブ・ヒッターを格安でかき集め、一定以上の成果を収めた(ただし、当時のアスレチックスの成功は投手力によるところが大きい) 。
その後、他球団も次々とアスレチックスの方策を模倣し始めたことにより、2009年現在のMLBでは、データ解析とスカウティングが大きな進歩・発展を遂げている。同球団アシスタントGMのデビッド・フォーストは「ベースボールを深く考究すると出塁がいかに大切か理解出来る、これは統計上のトリックなどではなく客観的事実であり真理なのだ」と持論を展開する他、各球団の選手育成担当者やスカウト、アナリスト、統計学者、メディア関係者らの中にも「5ツール以上に希少価値の高い最重要ファクターは、Patience（打席内の自制心、四球を選ぶ技能、選球眼）である」との見解を示す者が出てきている。
その結果、従来の5ツールにペイシェンスを新たに加えて、6つのカテゴリで各選手を査定することも多くなった。とはいえ、選手枠の狭いMLBでは、たとえ選球眼が優れていても、5ツールのうちの一つである「守備力」が欠けている選手の評価は依然低い傾向にある。

## 該当選手
無論、2009年現在でも古典的5ツールプレイヤーには一定の需要がある。彼らは、ファンや球団首脳陣が野球選手に希求する全ての才能を持ち合わせているからであり、現にアトランタ・ブレーブスやフィラデルフィア・フィリーズは完成・熟成された選手よりもアスリート・タイプの探索にウエイトを置いている。その中でも、以下の選手たちは真の5ツールプレイヤーであると、広く認知されている。彼らは「偉大なオールラウンド・プレーヤーであり、最も刺激的かつ価値ある選手」とメディアにおいてしばしば紹介される。

### NPB
- 秋山翔吾[5]
- イチロー[6]
- 糸井嘉男[7]
- 大谷翔平[8]
- 坂本勇人[9]
- 鈴木誠也[10]
- 多村仁志[11]
- 長嶋茂雄[12]
- 福留孝介[13]
- 松井稼頭央[14][15][16]
- 柳田悠岐[17]
- 山田哲人[18]

### MLB
ビル・ジェームズは、2018年時点で以下の44選手について5ツールプレイヤーとの評価を示している。
- ナップ・ラジョイ
- ホーナス・ワグナー
- サム・クロフォード
- タイ・カッブ
- ハル・チェイス
- トリス・スピーカー
- ボブ・ミューゼル
- アル・シモンズ
- アール・アベリル
- ジョー・ディマジオ
- ラリー・ドビー
- デューク・スナイダー
- ミッキー・マントル
- ウィリー・メイズ
- アル・ケーライン
- ハンク・アーロン
- ケン・ボイヤー
- ロベルト・クレメンテ
- フランク・ロビンソン
- ベイダ・ピンソン
- トニー・オリバ
- レジー・スミス
- シーザー・セデーニョ
- デーブ・パーカー
- ジョージ・ブレット
- デーブ・ウィンフィールド
- ロビン・ヨーント
- アンドレ・ドーソン
- カービー・パケット
- バリー・ラーキン
- バリー・ボンズ
- エリス・バークス
- ロベルト・アロマー
- クレイグ・ビジオ
- ラリー・ウォーカー
- ケン・グリフィーJr.
- ショーン・グリーン
- アレックス・ロドリゲス
- ノマー・ガルシアパーラ
- スコット・ローレン
- ボビー・アブレイユ
- デビッド・ライト
- マット・ケンプ
- アンドリュー・マカッチェン

## 参考資料
1. ↑  “five-tool player” (英語). Baseball Dictionary and Research Guide. 2009年5月11日閲覧。
2. 1 2 3  Mark Bonavita (1999年3月31日). “Baseball's five tools” (英語). The Sporting News. 2009年5月11日閲覧。
3. 1 2 3 4  Jeff passan／Yahoo！sports,阿部寛子翻訳「best player ranking 2009/of - 5 tool player ／真の5ツール・プレーヤーはどこに」『月刊スラッガー No.134 , 2009年6月号』、日本スポーツ企画出版社、12-15頁。
4. ↑  マイケル・ルイス 著、中山宥 訳『マネー・ボール（文庫）』丸谷才一解説、ランダムハウス講談社、2006年、65-66,99-106,197-200,222-233頁頁。ISBN 978-4-270-10028-8。
5. ↑  “NPB最多安打記録保持者なのに首位打者なし　西武秋山は“珍現象”解消できるか”.   Full-Count (2017年7月7日). 2025年1月23日閲覧。
6. ↑  “「435本塁打＆312盗塁」…2000年代を代表する5ツールプレイヤーが有資格3年目！【米国野球殿堂特集Vol.1】”.   ベースボールキング (2025年1月14日). 2025年1月23日閲覧。
7. ↑  “阪神四藤社長「走攻守すべて」５ツール糸井を大絶賛”.   日刊スポーツ (2016年11月26日). 2020年11月25日閲覧。
8. ↑  “大谷翔平　トラウト超えた！？　ＭＬＢアナリストが認定「彼は６ツールプレーヤー」”.   東スポWeb (2022年6月30日). 2025年1月23日閲覧。
9. ↑  “プロ野球「史上最強のオールスター」を大公開…！セ・パ「投手」「捕手」「野手」の全実名”.   現代ビジネス (2022年1月30日). 2025年1月23日閲覧。
10. ↑  “広島・鈴木誠也はメジャー９球団以上と交渉　代理人が合意に自信　愛妻家ぶりも明かす”. デイリースポーツ online (株式会社デイリースポーツ). (2021年11月29日) 2022年12月22日閲覧。
11. ↑  “祝・中日入団！　球界一の愛されキャラ・多村仁志の野球人生”.   週刊野球太郎 (2016年1月25日). 2025年1月23日閲覧。
12. ↑  “ミスタープロ野球長嶋茂雄成績　記憶に残るだけじゃない凄すぎる現役時代”.   まったりおっさんのナマケモノライフ (2019年12月11日). 2025年7月26日閲覧。
13. ↑  福留を悩ます？「ヒップアタック」　小グマのつぶやき from シカゴ vol.6 sportsnavi 2014年10月12日閲覧
14. ↑  「Matsui notches 2,000th career hit」 astros.com 2014年10月16日閲覧。※英語
15. ↑  「かつて絶賛された秋山とリトル松井　日米野球で名を売る侍野手は誰だ!?」 ベースボールキング 2014年11月10日閲覧。
16. ↑  「松井稼頭央「プロ野球界のキング・カズ」」 ベースボールキング 2015年1月22日閲覧。
17. ↑  「意外な選手もランクイン　攻撃面でチームへの貢献度が高い選手は誰？【広尾晃の「ネタになる記録ばなし」】 」 ベースボールチャンネル  2015年11月18日閲覧。
18. ↑  「https://www.excite.co.jp/news/article/TokyoSports_1151374/史上初！ ３度目トリプルスリーの山田が目指す完全無欠「５ツールプレーヤー」」
19. ↑  “Five Tool Players” (英語). 2020年5月6日閲覧。